# Desis marina
Espèce
Synonymes
- Dandridgea dysderoides White, 1849 nec Walckenaer, 1837
- Argyroneta marina Hector, 1878
- Desis robsoni Powell, 1879

Desis marina est une espèce d'araignées aranéomorphes de la famille des Desidae.

## Distribution
Cette espèce se rencontre en Nouvelle-Zélande et en Nouvelle-Calédonie.

## Description
La carapace du mâle décrit par Forster en 1970 mesure 4,16 mm sur 2,84 mm et celle de la femelle 4,22 mm sur 2,80 mm et la carapace de la femelle 4,60 mm de long sur 3,48 mm et l'abdomen 5,76 mm de long sur 4,00 mm.

## Systématique et taxinomie
Cette espèce a été décrite sous le protonyme Argyroneta marina par Hector en 1878. Elle est placée dans le genre Robsonia par O. Pickard-Cambridge en 1880 puis dans le genre Desis par Pocock en 1895.
Dandridgea dysderoides et Desis robsoni ont été placées en synonymie par Pocock en 1895.

## Publication originale
- Robson, 1878 : « Note on a marine spider found at Cape Campbell. » Transactions and Proceedings of the New Zealand Institute, vol. 10, p. 299-300.